# Plymouth (condado de Juneau, Wisconsin)
Plymouth es un pueblo ubicado en el condado de Juneau en el estado estadounidense de Wisconsin. En el Censo de 2010 tenía una población de 597 habitantes y una densidad poblacional de 6,68 personas por km².

## Geografía
Plymouth se encuentra ubicado en las coordenadas 43°46′40″N 90°15′4″O / 43.77778, -90.25111. Según la Oficina del Censo de los Estados Unidos, Plymouth tiene una superficie total de 89.43 km², de la cual 89.36 km² corresponden a tierra firme y (0.07%) 0.06 km² es agua.

## Demografía
Según el censo de 2010, había 597 personas residiendo en Plymouth. La densidad de población era de 6,68 hab./km². De los 597 habitantes, Plymouth estaba compuesto por el 98.99% blancos, el 0% eran afroamericanos, el 0% eran amerindios, el 0.34% eran asiáticos, el 0% eran isleños del Pacífico, el 0% eran de otras razas y el 0.67% pertenecían a dos o más razas. Del total de la población el 1.34% eran hispanos o latinos de cualquier raza.